# Ismael Falcón
Ismael Gómez Falcón (Cadice, 24 marzo 1984) è un ex calciatore spagnolo, di ruolo portiere.

## Carriera

### Club
Inizia la carriera nella squadra riserve del Cadice. Nel 2003 passa all'Atlético Madrid B. Nella sua prima stagione qui non gioca nessuna partita, mentre l'anno seguente gioca 4 partite e subisce 4 gol. Nella stagione 2005-2006 gioca alternatamente nella squadra riserve (dove è titolare) e in prima squadra (dove diventa il secondo di Leo Franco). In quella stagione gioca 5 partite in prima squadra, in cui subisce 4 gol. Nella squadra riserve invece gioca 30 partite, subendo 32 gol. La stagione successiva viene mandato in prestito all'Hércules, dove in 11 partite subisce 16 gol. A fine stagione torna all'Atlético Madrid. Nell'estate 2008 viene ceduto in prestito al Celta Vigo, che lo acquista a titolo definitivo al termine della stagione. Milita al Celta Vigo fino al 2011. Inizialmente impiegato come riserva, piano piano si conquista il posto da titolare, fornendo delle buone prestazioni., collezionando in totale 81 presenze e 82 reti subite. Nell'estate 2011 viene ceduto a titolo definitivo all'Hércules. In tre stagioni colleziona 109 presenze e 131 reti subite. Il 17 luglio 2014 viene ufficializzato il suo trasferimento a titolo definitivo all'Alcorcón, con cui colleziona 20 presenze e subisce 28 reti. Il 6 agosto 2015 viene ufficializzato il suo trasferimento a titolo definitivo al Córdoba, con cui colleziona solamente 6 presenze, subendo 11 reti. Il 18 luglio 2016 viene annunciato il suo passaggio al Tenerife.

## Statistiche

### Presenze e reti nei club
Nelle seguenti statistiche non sono incluse le stagioni al Cadice.
Statistiche aggiornate al 7 gennaio 2017.
| Stagione                 | Squadra                  | Campionato               | Campionato | Campionato | Coppe nazionali | Coppe nazionali | Coppe nazionali | Coppe continentali | Coppe continentali | Coppe continentali | Altre coppe | Altre coppe | Altre coppe | Totale | Totale |
| Stagione                 | Squadra                  | Comp                     | Pres       | Reti       | Comp            | Pres            | Reti            | Comp               | Pres               | Reti               | Comp        | Pres        | Reti        | Comp   | Pres   |
| ------------------------ | ------------------------ | ------------------------ | ---------- | ---------- | --------------- | --------------- | --------------- | ------------------ | ------------------ | ------------------ | ----------- | ----------- | ----------- | ------ | ------ |
| 2003-2004                | Atlético Madrid B        | SDB                      | 0          | 0          | -               | -               | -               | -                  | -                  | -                  | -           | -           | -           | 0      | 0      |
| 2004-2005                | Atlético Madrid B        | SDB                      | 4          | -4         | -               | -               | -               | -                  | -                  | -                  | -           | -           | -           | 4      | -4     |
| 2005-2006                | Atlético Madrid B        | SDB                      | 30         | -32        | -               | -               | -               | -                  | -                  | -                  | -           | -           | -           | 30     | -32    |
| Totale Atlético Madrid B | Totale Atlético Madrid B | Totale Atlético Madrid B | 34         | -36        |                 | -               | -               |                    | -                  | -                  |             | -           | -           | 34     | -36    |
| 2005-2006                | Atlético Madrid          | PD                       | 5          | -4         | -               | -               | -               | -                  | -                  | -                  | -           | -           | -           | 5      | -4     |
| 2006-2007                | Hércules                 | SD                       | 11         | -16        | -               | -               | -               | -                  | -                  | -                  | -           | -           | -           | 11     | -16    |
| 2007-2008                | Atlético Madrid          | PD                       | 0          | 0          | -               | -               | -               | -                  | -                  | -                  | -           | -           | -           | 0      | 0      |
| 2008-2009                | Celta Vigo               | SD                       | 13         | -20        | -               | -               | -               | -                  | -                  | -                  | -           | -           | -           | 13     | -20    |
| 2009-2010                | Celta Vigo               | SD                       | 35         | -34        | -               | -               | -               | -                  | -                  | -                  | -           | -           | -           | 35     | -34    |
| 2010-2011                | Celta Vigo               | SD                       | 33         | -28        | -               | -               | -               | -                  | -                  | -                  | -           | -           | -           | 33     | -28    |
| Totale Celta Vigo        | Totale Celta Vigo        | Totale Celta Vigo        | 81         | -82        |                 | -               | -               |                    | -                  | -                  |             | -           | -           | 81     | -82    |
| 2011-2012                | Hércules                 | SD                       | 39         | -39        | -               | -               | -               | -                  | -                  | -                  | -           | -           | -           | 39     | -39    |
| 2012-2013                | Hércules                 | SD                       | 37         | -43        | -               | -               | -               | -                  | -                  | -                  | -           | -           | -           | 37     | -43    |
| 2013-2014                | Hércules                 | SD                       | 33         | -49        | -               | -               | -               | -                  | -                  | -                  | -           | -           | -           | 33     | -49    |
| Totale Hércules          | Totale Hércules          | Totale Hércules          | 109        | -131       |                 | -               | -               |                    | -                  | -                  |             | -           | -           | 109    | -131   |
| 2014-2015                | Alcorcón                 | SD                       | 20         | -28        | -               | -               | -               | -                  | -                  | -                  | -           | -           | -           | 20     | -28    |
| 2015-2016                | Córdoba                  | SD                       | 6          | -11        | -               | -               | -               | -                  | -                  | -                  | -           | -           | -           | 6      | -11    |
| 2016-2017                | Tenerife                 | SD                       | 4          | -4         | -               | -               | -               | -                  | -                  | -                  | -           | -           | -           | 4      | -4     |
| Totale carriera          | Totale carriera          | Totale carriera          | 270        | -312       |                 | -               | -               |                    | -                  | -                  |             | -           | -           | 270    | -312   |